# George Sidney
Pour les articles homonymes, voir Sidney et George Sidney (acteur).
George Sidney est un réalisateur et producteur américain, né le 4 octobre 1916 à New York, et mort le 5 mai 2002 à Las Vegas (Nevada).

## Biographie

### Carrière
Spécialisé dans les films musicaux, dont beaucoup sont des classiques du genre, Le Bal des sirènes, Escale à Hollywood, La Blonde ou la Rousse et les mélodrames tels que Tu seras un homme, mon fils et Un seul amour, c'est pourtant avec le film de cape et d'épée Les Trois Mousquetaires et celui d'aventures Scaramouche, que George Sidney signe ses deux meilleurs films, considérés comme d'authentiques chefs-d'œuvre,.

## Filmographie

### Producteur
- 1957 : Un seul amour (Jeanne Eagels)
- 1960 : Pepe
- 1964 : L'Amour en quatrième vitesse (Viva Las Vegas)
- 1964 : The 36th Annual Academy Awards (TV)
- 1965 : Who Has Seen the Wind? (TV)
- 1966 : Une fille du tonnerre (The Swinger)
- 1967 : Trois Sous de bonheur (Half a Sixpence)

### Années 1940
- 1941 : Free and Easy
- 1941 : Third Dimensional Murder
- 1941 : Willie and the Mouse
- 1941 : Of Pups and Puzzles
- 1942 : Pacific Rendezvous
- 1943 : Pilot N° 5
- 1943 : La Parade aux étoiles (Thousands Cheer)
- 1944 : Le Bal des sirènes (Bathing Beauty)
- 1945 : Escale à Hollywood (Anchors Aweigh)
- 1946 : Ziegfeld Follies (en coréalisation)
- 1946 : Les Demoiselles Harvey (The Harvey Girls)
- 1946 : Féerie à Mexico (Holiday in Mexico)
- 1946 : La Pluie qui chante (Till the Clouds Roll By) - Scène finale
- 1947 : Éternel Tourment (Cass Timberlane)
- 1948 : Les Trois Mousquetaires (The Three Musketeers)
- 1949 : The Cliff Edwards Show (série télévisée)
- 1949 : Le Danube rouge (The Red Danube)

### Années 1950
- 1950 : La Clé sous la porte (Key to the City)
- 1950 : Annie, la reine du cirque (Annie Get Your Gun)
- 1951 : Show Boat
- 1952 : Scaramouche
- 1953 : La Reine vierge (Young Bess)
- 1953 : Embrasse-moi, chérie (Kiss Me Kate)
- 1955 : La Chérie de Jupiter (Jupiter's Darling)
- 1956 : Tu seras un homme, mon fils (The Eddy Duchin Story)
- 1957 : Un seul amour (Jeanne Eagels)
- 1957 : La Blonde ou la Rousse (Pal Joey)

### Années 1960
- 1960 : Qui était donc cette dame ? (Who Was That Lady?)
- 1960 : Pepe
- 1963 : Bye Bye Birdie
- 1963 : Les Astuces de la veuve (A Ticklish Affair)
- 1964 : L'Amour en quatrième vitesse (Viva Las Vegas)
- 1965 : Who Has Seen the Wind? (TV)
- 1966 : Une fille du tonnerre (The Swinger)
- 1967 : Trois Sous de bonheur (Half a Sixpence)